# CIE 1931 색 공간
CIE 1931 XYZ 색 공간(혹은 CIE 1931 색 공간)은 인간의 색채 인지에 대한 연구를 바탕으로 수학적으로 정의된 최초의 색 공간 가운데 하나이다. 국제조명위원회(CIE)가 1931년에 제정하였다.
1920년대 W. 데이빗 라이트와 존 길드의 연구에 기반하여 만들어진 CIE RGB 색 공간이 만들어졌고, 그에 기반하여 다시 CIE XYZ 색 공간이 만들어졌다.

## 삼색 자극값(Tristimulus value)
인간의 눈에는 단파장(S), 중파장(M), 장파장(L)의 세 가지 빛을 받아들이는 수용기인 원추세포가 존재한다. 따라서 원칙적으로, 세 개의 변수로 인간의 색 감각을 표현할 수 있다. 삼색 자극값은 가산 혼합 모델에서 삼원색을 조합하여 원하는 색과 같은 색을 만들 수 있는 조합을 가리킨다. 삼색 자극값은 주로 CIE 1931 색 공간에서 X, Y, Z 값으로 표현된다.
색 공간은 이 세 개의 자극값과 각각의 색깔을 연관시키는 수학적 모델을 가리킨다. 여러 가지 색 공간 가운데 CIE XYZ는 인간의 색채 인지를 직접 측정하여 만들어졌기 때문에, 이러한 색 공간을 만드는 데 기본이 되는 특수한 색 공간이다.

## CIE 표준 관찰자
CIE XYZ 색 공간에서, 삼색 자극값인 X, Y, Z는 각각 빨강, 초록, 파랑과 비슷한 색깔이다. 다양한 파장을 가진 두 개의 색깔을 섞으면, 다른 색과 비슷하게 보일 수 있다. 이런 현상을 조건등색(metamerism)이라 한다. CIE XYZ 색 공간에서 두 개의 색깔이 가진 삼색 자극값의 합은 두 개의 색깔이 갖는 파장과 관계없이 똑같이 보이는 다른 색의 삼색 자극값과 동일하다.
눈의 원추세포는 균일하게 분포되어 있지 않기 때문에 삼색 자극값은 관찰자의 시야에 따라 조금씩 달라진다. 이 차이를 없애기 위해 CIE는 표준 색 관찰자를 정의하였다. 이것은 평균적인 시각을 가진 사람의 시야각 2° 이내에 몰려 있는 원추세포의 반응을 가리킨다. 따라서 CIE 1931 표준 관찰자는 CIE 1931 2° 표준 관찰자라고도 불린다. 좀 더 현대적인 (그러나 자주 쓰이지는 않는) 표준 관찰자는 CIE 1964 10° 표준 관찰자이다. 이것은 Stiles와 Burch의 연구, 그리고 Speranskaya의 연구에 기반하여 만들어졌다.
10° 실험에서 관찰자들에게는 2° 영역을 무시하도록 하는 지침이 주어졌다. 1964 보조 표준 관찰자는 4° 이상의 시야를 갖는 경우 권장된다. 모든 표준은 5 nm 단위로 계측되어 CIE가 배포하고 있다.
표준 관찰자는 세 개의 색 대응 함수로 표현된다.

### 색 대응 함수

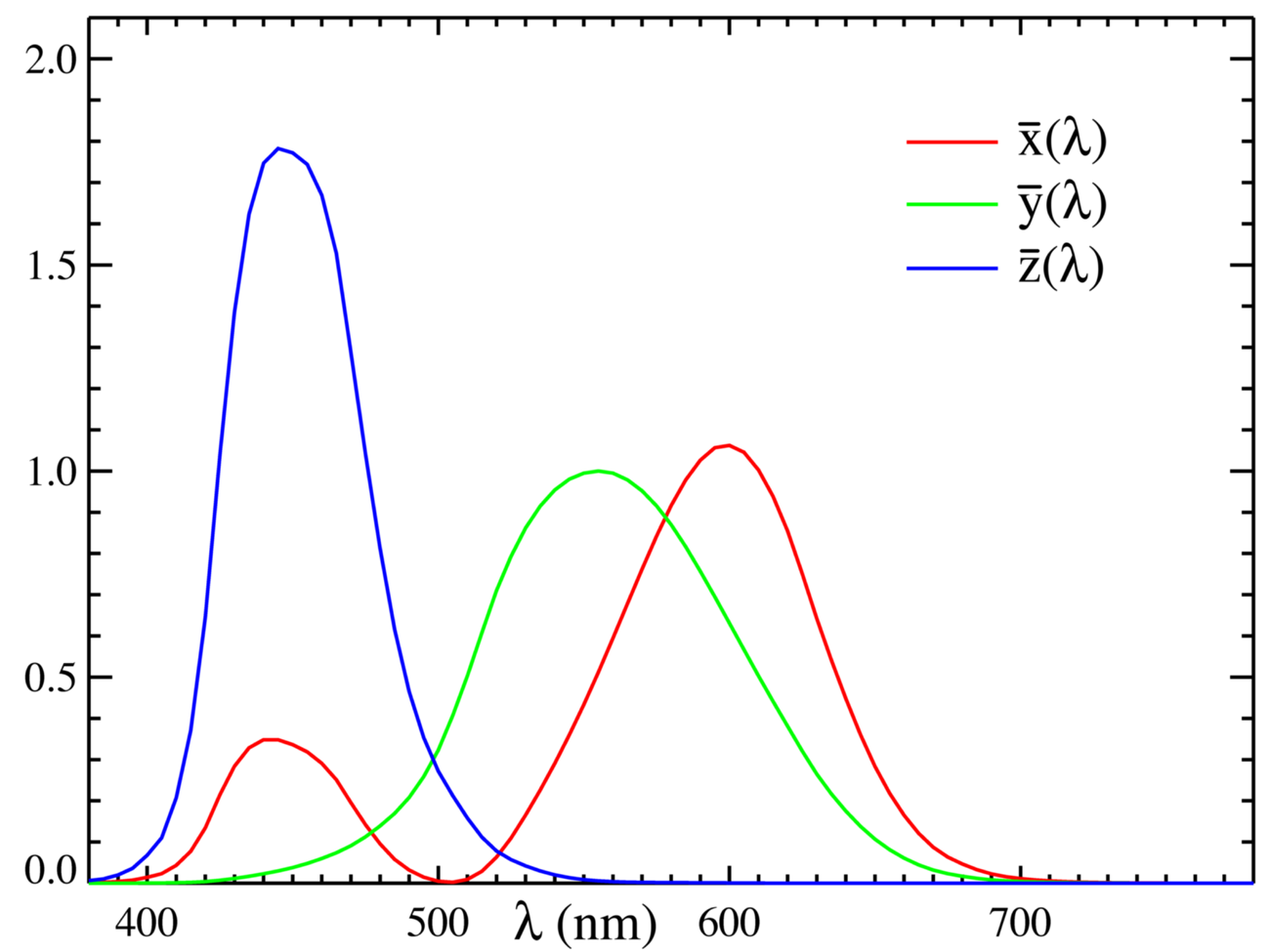
CIE 표준 관찰자의 색 대응 함수. λ는 빛의 파장이며, 단위는 나노미터이다.

색 대응 함수는 관찰자의 색 반응을 수치적으로 기술한 것이다.
CIE는 세 개의 색 대응 함수, {\displaystyle {\overline {x}}(\lambda )}, {\displaystyle {\overline {y}}(\lambda )}, {\displaystyle {\overline {z}}(\lambda )}를 정의하였다. 이는 삼색 자극값 X, Y, Z에 대한 각각의 원추세포의 반응함수라고도 할 수 있다. 이 세개의 함수를 합쳐 CIE 표준 관찰자라 부른다.
파장 {\displaystyle \lambda }를 갖는 빛의 삼색 자극값은 다음과 같이 결정된다.
{\displaystyle X=\int _{0}^{\infty }I(\lambda )\,{\overline {x}}(\lambda )\,d\lambda }
{\displaystyle Y=\int _{0}^{\infty }I(\lambda )\,{\overline {y}}(\lambda )\,d\lambda }
{\displaystyle Z=\int _{0}^{\infty }I(\lambda )\,{\overline {z}}(\lambda )\,d\lambda }
여기서 {\displaystyle I(\lambda )}는 스펙트럼 출력 분포 함수를 가리킨다.
이 외에 CIE RGB 등의 다른 관찰자도 존재한다.

## CIE xy 색도분포표

CIE 1931 색 공간의 색도분포표. 외곽의 곡선 모양 경계선은 단색광에 해당하며, 각각의 단색광의 파장이 나노미터로 표시되어 있다. 여기에 표시된 색깔은 현재 보고 있는 색 표시 장치의 색 공간에 따라 조금씩 다르다는 것에 주의하라. 현재까지 만들어진 어떤 장비도 이 도표에 해당하는 모든 색을 정확하게 표현할 수는 없다.

인간의 눈은 세 개의 색채 수용기를 갖고 있기 때문에, 모든 가시광선의 분포도는 3차원 도형이 된다. 그러나 색은 밝기와 색도의 두 가지 요소로 나눌 수 있다. 예를 들어, 흰색은 밝은 색이며, 회색은 동일한 흰색의 좀 더 어두운 형태로 표현할 수 있다. 즉 흰색과 회색은 밝기는 다르지만 색도는 같은 색이다.
CIE XYZ 색 공간은 Y 값이 밝기 또는 조도의 값이 되도록 설계되어 있다. 따라서 어떤 색의 색도는 두 개의 값 X, Y, Z로부터 계산된 값 x, y로 표현할 수 있다.
{\displaystyle x={\frac {X}{X+Y+Z}}}
{\displaystyle y={\frac {Y}{X+Y+Z}}}
{\displaystyle z={\frac {Z}{X+Y+Z}}=1-x-y}
x, y, Y로 표현된 색 공간은 CIE xyY 색 공간이라 부르며, 실제로 색깔을 나타내기 위한 용도로 많이 사용된다.
x와 y로부터 X와 Z를 다시 계산하는 것도 가능하다.
{\displaystyle X={\frac {Y}{y}}x}
{\displaystyle Z={\frac {Y}{y}}(1-x-y)}
오른쪽 그림은 x와 y 변수를 이용해 그려진 CIE 1931 색 공간의 색도분포표이다. 외곽의 곡선 모양 경계선은 단색광에 해당하며, 각각의 단색광의 파장이 나노미터로 표시되어 있다. 색도분포표는 특정한 파장을 가진 빛에 인간의 눈이 어떻게 반응할 것인가를 보여주는 표이며, 물체의 색깔을 직접 표현하는 수단은 아니라는 것에 주의하라. 인간의 눈에 보이는 물체의 색깔에는 광원의 색깔 또한 영향을 미치기 때문이다.
색도분포표는 CIE XYZ 색 공간의 몇 가지 흥미로운 특징을 나타내고 있다.
- 색도분포표는 평균적인 인간의 눈에 보이는 모든 색깔을 표현한다. 따라서 이 그림은 인간의 눈에 보이는 모든 색역을 표현한 것이라 할 수 있다. 바깥쪽의 곡선 경계선은 스펙트럼 위치라 부르며, 단색광의 색깔에 해당한다. 아래쪽의 직선 경계선은 보라색 선이라 부른다. 이 선에 해당하는 색깔은 경계 위치에 있기는 하지만 단색광으로는 표현할 수 없는 색깔이다. 보다 채도가 낮은 색깔은 가운데 영역에 존재하며, 한가운데에는 흰색이 있다.

- 가시광선 내의 모든 색깔은 양의 x, y, z 값으로 모두 나타낼 수 있다. (따라서, X, Y, Z 값으로도 나타낼 수 있다.)

- 이 도표에서 임의로 두 개의 점을 찍으면, 각각의 두 색을 섞어서 나타낼 수 있는 모든 색깔은 두 점을 잇는 직선 위에 존재한다. 또한, 세 개의 색깔을 섞어 나타낼 수 있는 모든 색깔은 세 점으로 이루어진 삼각형 안에 존재한다. (그 이상의 여러 개의 색깔에 대해서도 마찬가지이다.)

- 두 색을 똑같은 양만큼 섞어 만들어진 색은, 두 점의 한가운데에 있지는 않다. 다시 말해, xy 색도표 상의 거리는 두 색의 차이와 일치하지는 않는다. 색 공간 상의 거리가 곧 색의 차이를 나타내는 색 공간은 후에 만들어진 CIE L*u*v*(1960) 색 공간, 혹은 CIE L*a*b*(1976) 색 공간이다.

- 곡선 모양 공간에서 유추할 수 있는 것처럼, 세 개의 색깔을 섞어 인간이 볼 수 있는 모든 색역을 표현하는 방법은 존재하지 않는다. 인간 시각의 색역은 삼각형이 아니기 때문이다.

- 흰색은 (x, y) = (1/3, 1/3) 지점에 존재한다.

## CIE XYZ 색 공간의 정의

### 실험 결과 - CIE RGB 색 공간
CIE RGB 색 공간은 RGB 색 공간 가운데 하나로, 단색광을 삼원색으로 사용하는 것이 특징이다.

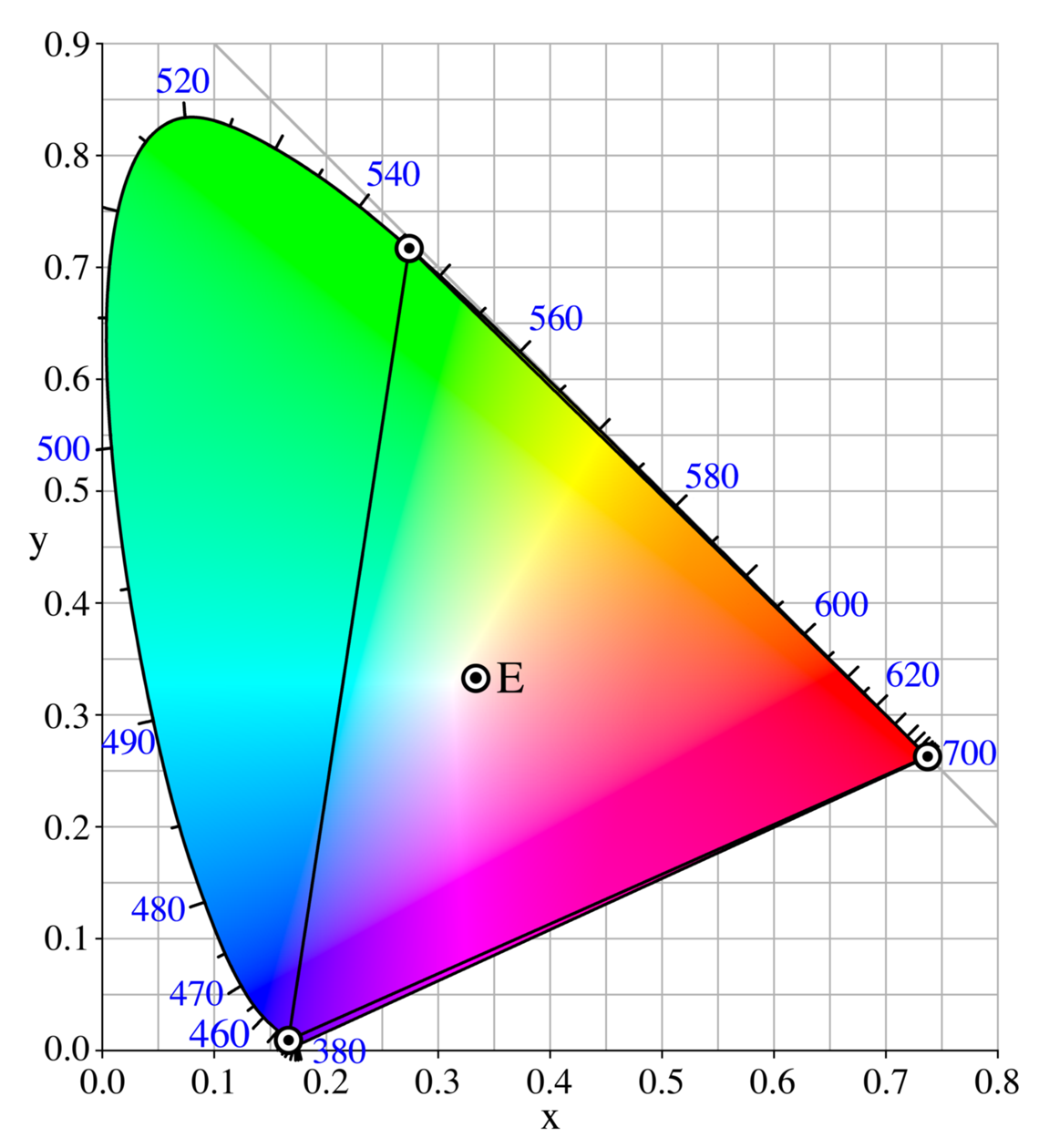
CIE RGB의 삼원색 색역과 CIE 1931 xy 색도좌표계에서의 위치

1920년대, W. 데이빗 라이트 와 존 길드는 각각 인간의 시각에 대한 실험을 진행하였다. 이것이 후에 CIE XYZ의 제정에 기초작업이 되었다.
실험은 시야각이 2°(이것은 인간 눈의 중심와의 크기이다)인 동일한 크기의 원형 스크린 두 개를 놓고 이루어졌다. 스크린의 한쪽에는 시험색이 비춰지고 있었고, 반대쪽에는 관찰자가 조작할 수 있는 세 개의 원색이 섞여서 비춰지고 있었다. 관찰자는 이 색의 색도는 조절할 수 없었지만, 색의 밝기는 조절할 수 있었다.
관찰자는 세 개의 빛을 시험색과 크기가 같아질 때까지 조작하였다. 모든 색이 시험색과 같은 색이 될 수는 없었는데, 이 때는 시험색에 세 개의 원색 중 하나를 더하고, 반대쪽 스크린에는 나머지 두 개의 색만을 조작하여 같은 색을 만들도록 하였다. 이때 시험색에 더해진 원색은 음의 값을 갖는 것으로 간주되었다. 이 방법으로 인간이 볼 수 있는 모든 색에 대해 시험할 수 있었다. 단색광을 갖는 시험색에 대해서, 각각의 시험색에 해당하는 삼원색의 밝기를 그래프로 그린 것을 색 대응 함수라 하였다.

CIE 1931 RGB 색 대응 함수. 색 대응 함수는 가로축의 파장에 해당하는 단색광과 같은 색을 대응시키기 위해 필요한 삼원색의 양을 나타낸다.

라이트와 길드는 여러 가지 파장과 밝기를 갖는 단색광으로 동일한 실험을 반복했는데, 이 결과는 CIE RGB 색 대응 함수 {\displaystyle {\overline {r}}(\lambda )}, {\displaystyle {\overline {g}}(\lambda )}, {\displaystyle {\overline {b}}(\lambda )}로 정리할 수 있다. 세 개의 함수는 700 nm(붉은색), 546.1 nm(녹색), 435.8 nm(푸른색)의 삼원색을 기준으로 측정되었으며, 색 대응 함수는 임의의 시험색과 동일한 색을 만들기 위해 필요한 세 가지 삼원색의 세기이다. 오른쪽 그림(CIE 1931)에 세 가지 색대응함수의 그래프가 나타나 있다. 546.1 nm와 435.8 nm 의 파장은 수은 증기의 분광 스펙트럼으로부터 쉽게 얻을 수 있는 파장이었기 때문에 선택되었다. 700 nm의 파장은, 당시에는 쉽게 만들어낼 수 있는 파장이 아니었지만, 이 영역에서 눈의 색 인지는 크게 변하지 않기 때문에, 상대적으로 오차에 의한 영향이 적을 것이라는 이유로 선택되었다.
색 대응 함수와 삼원색은 CIE 특별 위원회의 신중한 심의를 거쳐 표준으로 선택되었다. "1931 CIE 표준 관찰자"는 이와 같은 색 대응 함수에 의해 정의된다. 그래프상에서 x축의 최댓값은 사실상 임의로 정해져 있다. 인간은 810 nm에 이르는 빛까지 인식할 수 있지만, 그 감도는 녹색광에 비해 수천 분의 일 가량에 지나지 않는다. 또한, 오른쪽 그래프는 각각의 삼원색의 절대 밝기를 나타내는 것이 아니라 그래프 아래의 영역이 동일한 값이 되도록 표준화되어 있다. 다시 말해, 색 대응 함수는 다음과 같은 식이 성립하도록 만들어져 있다.
{\displaystyle \int _{0}^{\infty }{\overline {r}}(\lambda )\,d\lambda =\int _{0}^{\infty }{\overline {g}}(\lambda )\,d\lambda =\int _{0}^{\infty }{\overline {b}}(\lambda )\,d\lambda }
결과적으로, 표준화된 색 대응 함수는 r:g:b가 1:4.5907:0.0601의 휘도 비율을 갖고, 72.0962:1.3791:1의 방사속 비율을 갖도록 만들어졌다.
따라서, 스펙트럼 파워 분포가 {\displaystyle I(\lambda )}인 어떤 색이 갖는 RGB 자극값은 다음과 같다
{\displaystyle R=\int _{0}^{\infty }I(\lambda )\,{\overline {r}}(\lambda )\,d\lambda }
{\displaystyle G=\int _{0}^{\infty }I(\lambda )\,{\overline {g}}(\lambda )\,d\lambda }
{\displaystyle B=\int _{0}^{\infty }I(\lambda )\,{\overline {b}}(\lambda )\,d\lambda }

### 그라스만의 법칙
"라이트와 길드의 연구결과가 어떻게 여러 가지 다른 삼원색에 대해서도 적용될 수 있는가?" 내지는 "실험에 사용된 단색광이 아닌 다른 시험색에 대해서는 어떤 결과가 나올 것인가?" 등의 의문이 있을 수 있다. 두 가지 의문에 대한 해답은 인간의 색 지각이 (거의) 선형적이라는 데 있다. 이 선형성은 그라스만의 법칙으로 요약할 수 있다.

### XYZ 색 공간의 정의

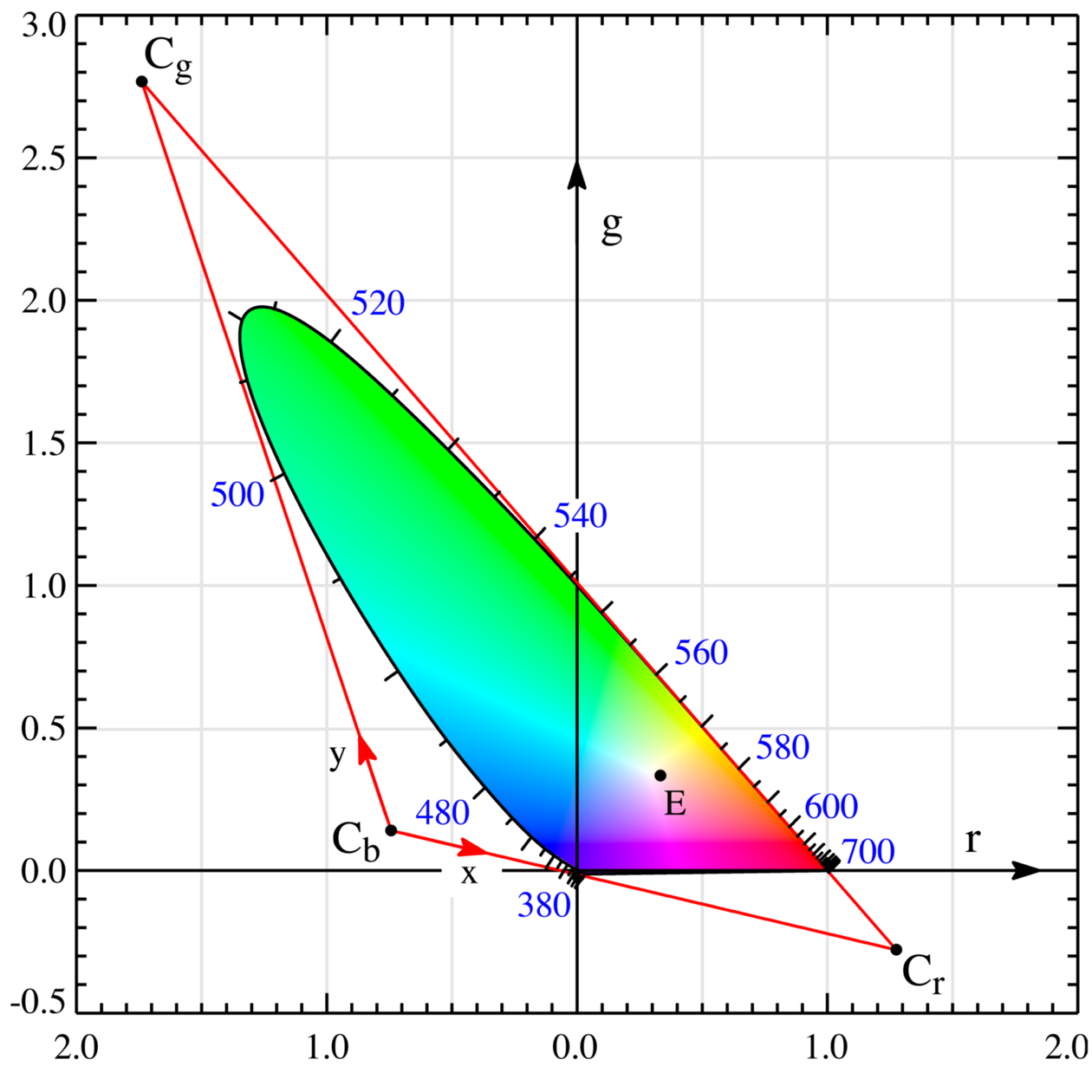
CIE rg 색도 공간을 보여주는 색도표. C_{b}-C_{g}-C_{r}를 잇는 삼각형이 xy=(0,0), (0,1), (1,0)으로 선택되었다.

CIE RGB 색 공간을 바탕으로 CIE XYZ 색 공간이 정의되었다. XYZ 색 공간은 다음과 같은 특징을 갖도록 설계되었다.
1. XYZ 색 공간은 RGB 색 공간으로부터 선형변환을 통해 얻을 수 있으며, 모든 값이 양수를 갖는다. 표준이 제정될 당시인 1931년은 컴퓨터가 보편화되지 않아 대부분의 계산이 손으로 또는 계산자를 이용해 이루어졌다. 따라서 계산을 단순화하기 위해 이와 같은 특징을 필요로 했다.
2. 색 대응 함수 {\displaystyle {\overline {y}}(\lambda )}는 CIE 표준 관찰자에서 정의한 휘도 함수 V(λ)와 일치해야 한다. 이 또한 계산의 단순화를 위한 선택이었다.
3. 흰색은 x = y = z = 1/3 지점에 존재해야 한다.
4. 인간이 볼 수 있는 모든 색은 [1,0], [0,0], [0,1]의 삼각형 내에 존재해야 한다.
5. 650 nm 이상의 파장에서 색 대응 함수 {\displaystyle {\overline {z}}(\lambda )}는 0으로 설정해도 실험 오차 이상의 차이를 보이지 않았다. 따라서 이와 같이 설정되었다.

위와 같은 규칙에 따라 XYZ 색 공간은 아래와 같이 정의되었다.
{\displaystyle {\begin{bmatrix}X\\Y\\Z\end{bmatrix}}={\frac {1}{b_{21}}}{\begin{bmatrix}b_{11}&b_{12}&b_{13}\\b_{21}&b_{22}&b_{23}\\b_{31}&b_{32}&b_{33}\end{bmatrix}}{\begin{bmatrix}R\\G\\B\end{bmatrix}}={\frac {1}{0.17697}}{\begin{bmatrix}0.49&0.31&0.20\\0.17697&0.81240&0.01063\\0.00&0.01&0.99\end{bmatrix}}{\begin{bmatrix}R\\G\\B\end{bmatrix}}}

## 같이 보기
- 삼색형 색각
- 불가능한 색상
- CIELAB 색 공간